# سامي عز الدين
سامي عز الدين حسن إبراهيم من أشهر لاعبي كرة القدم في السودان 

## بداياته
بدأ بالعب مع فريق مدرسة الهوارة الثانوية بمدينة ودمدني بولاية الجزيرة في الدورة المدرسية .1970 ، ثم فريق التضامن حتي عام 1977 حيث انتقل منه الي فريق المريخ السوداني بعد عودة الاندية الرياضية في يناير .1977م مع الطاهر هواري، عمادعبدالعزيز، أحمودي،  لعب حارساً للمرمي واحتياطياً للحارس الكبير السر بدوي حارس الجزيرة ثم تحول لوسط الملعب وامتاز بلعب الكرة الطائرة .

## مسيرته مع المريخ
تسلم راية الوسط من نجم المريخ انذاك بشارة عبد النضيف ، طيلة مسيرته الرياضية كان يحب الرقم 14 وظل يرتديه دائماً في كل المباريات التي خاضها لاعباً للمريخ ، وبفضله توج المريخ السوداني بطلاً لكأس جامعة جوبا عندما أحرز الهدف الوحيد في شباك الهلال قبل ثوانٍ من نهاية المباراة كان نجماً بارزاً وهدافاً مرعبا للمريخ بجوار حموري وكمال عبد الوهاب، لعب في وسط الملعب بشارة عبد النظيف وعمر أحمد حسين ومحسن العطا وحامد بريمة .

## أهدافه
برز بشكل في مباريات المريخ ضد سلافا التشيكي وأحرز هدف الفوز في المباراة الأولى وهدف التعادل في المباراة الثانية، كما برز في مباراة الوداد المغربي ضد المريخ والافريقي التونسي والزمالك المصري ك
كان كابتناً لمنتخب الخرطوم والذي لعب أمام فريق ليفربول الانجليزي بالخرطوم وانتهت المباراة بالتعادل 1/1 .، تقلد كابتنية المريخ والفريق القومي السوداني .
كان له شرف حمل
كأس سيكافا الأول « 1986 م » وكأس مانديلا عام 1989 م
وكأس دبي الذهبي عام 1987 م وبذلك حقق مع المريخ أعظم إنجازاته .

## إعتزاله
اعتزل في موسم /90 1991 بعد مسيرة عطاء حافلة استمرت لنحو 13 عاماً في الملاعب السودانية وسلم الراية لخليفته في الملاعب ابراهومة، اتجه بعد ذلك الي مجال التدريب حيث سافر الي المانيا ونال شهادات رفيعة في مجال التدريب ودرب شباب المريخ ثم  عمل مساعداً للمدرب المصري احمد رفعت كما درب نادي الخرطوم 3 ثم عين مدرباً للمريخ ومعاوناً للمدير الفني الكرواتي برانكو في قيادة التدريب بالمريخ .

## وفاته
توفي في العاصمة المصرية القاهرة في7 -2- 2005م حيث كان المريخ يقيم معسكراً إعدادياً للموسم الجديد ودفن بمقابر حلة خوجلي بالخرطوم بحرى.